# Platypsyllus castoris
Platypsyllus castoris es un escarabajo ectoparásito que pertenece a la familia Leiodidae, la única especie del género Platypsyllus. Es conocido en inglés por el nombre común de beaver beetle, que al español se traduce como escarabajo del castor, llamado así por ser un parásito de castores.

## Descripción
El escarabajo del castor posee varias modificaciones estructurales para adaptarse a su modo ectoparásito de vida. Se asemeja a una pulga o un piojo en apariencia, por lo que se clasificó originalmente en la familia de pulgas Platypsyllidae. Es aplanado, no tiene alas ni ojos, y sus mazas antenales tienen los antenómeros 3 a 11 acortados, compactados globularmente y parcialmente encerrados en un antenómero con forma de cuchara. Las larvas también son ectoparásitos de castores y tienen ganchos en los tres segmentos torácicos que le permiten aferrarse a su hospedador.

## Distribución
Este escarabajo solo se encuentra en el hemisferio norte (holártico), y está restringido a áreas donde habitan castores, en Norteamérica y el norte de Europa y Asia.

## Comportamiento
Además del castor de América del Norte (Castor canadensis) y el castor euroasiático (Castor fiber), el único otro hospedador en el que este escarabajo se ha encontrado es la nutria de río de América del Norte (Lontra canadensis), y esto fue sólo en una ocasión. Se ha hipotetizado que la nutria pudo haber recogido el parásito cuando entró en el dique de un castor o tal vez mató a un individuo joven, algo que las nutrias hacen ocasionalmente. Tanto los escarabajos adultos como las larvas se alimentan de tejido epidérmico, y quizá también de secreciones de la piel y líquidos que exudan de las heridas. Es posible que las larvas también puedan actuar como carroñeros en el dique del castor.